# A Bíblia de Port-Royal
"A Bíblia de Port-Royal" (ou "Bíblia de Sacy") é uma tradução francesa da Bíblia católica, publicada entre 1667 e 1696. Embora admirada pela pureza de sua forma clássica, atraiu a suspeição dos jesuítas, que descobriram nela um protestantismo latente, e foi criticada pelo oratoriano Richard Simon, com base na crítica textual. Ao longo de três séculos, tem estado entre as mais populares traduções da Bíblia para o francês.

## História
De 1657 a 1660, muitos dos "Solitaires" de Port-Royal consideraram a viabilidade de uma tradução do Novo Testamento. Um deles, Antoine Le Maistre, iniciou a tarefa em 1657 e, após sua morte, em 1658, seu irmão, Louis-Isaac Lemaistre de Sacy, a continuou. A tradução, chamada "Nouveau Testament de Mons" (ou "Version de Mons") foi publicada por Daniel Elzevier em 1667. O Antigo Testamento foi publicado por partes entre 1672 e 1696.
Em 1688, Antoine Arnauld, teólogo católico e um dos líderes intelectuais do grupo jansenista de Port-Royal, publicou "Défense des versions de langue vulgaire de l'Écriture Sainte" para defender a tradução das acusações de protestantismo, argumentando que, assim como a própria Vulgata fora uma tradução das Escrituras para a língua corrente da época, era necessária uma tradução para o francês a fim de garantir a inteligibilidade da Bíblia ao homem comum.
Mesmo reputada uma "obra-prima do Classicismo literário francês", a tradução foi censurada pelo bispo e teólogo Jacques-Bénigne Bossuet por suas "boas maneiras". O teólogo jansenista Martin de Barcos objetou dizendo que os tradutores desmitificaram as Escrituras. Richard Simon reclamou que a obra seria mais uma paráfrase interpretativa do que propriamente uma tradução, desaprovando também o uso da Vulgata como base do "Noveau Testament". Apesar das críticas, a tradução se tornou um sucesso imediato. 
O filósofo Blaise Pascal fez citações dela em sua obra "Pensées".